# Carl Hildenbrand
Carl Hildenbrand (auch Karl; * 19. Oktober 1814 in München; † Anfang 1872 in Würzburg) war ein deutscher Rechtswissenschaftler.

## Leben
Carl Hildenbrand studierte nach dem Gymnasialabschluss 1833 am (heutigen) Wilhelmsgymnasium München unter anderem Rechtswissenschaften an der Ludwig-Maximilians-Universität München. 1834 wurde er Mitglied des Corps Suevia München. Nach dem Studium und der Promotion zum Dr. phil. und zum Dr. iur. utr. schlug er die wissenschaftliche Laufbahn ein und wurde zum öffentlichen ordentlichen Professor an der Julius-Maximilians-Universität Würzburg berufen. Zunächst lehrte er Enzyklopädie und Methodologie der Rechtswissenschaft und Rechtsphilosophie, später bayerisches Landrecht und Völkerrecht. Zuletzt beurlaubt, starb er 1872 in Würzburg.

## Schriften
- De bona fide rei propriae debitori ad temporis praescriptionem haud ne, 1841.
- Die Purgatio canonica und vulgaris, 1841.
- Untersuchungen über die germanischen Pönitentialbücher mit besonderer Beziehung auf den von der Record commission in den ancient laws and instituts of England hrsg. "liber poenitentalis Theodori a.C.e.", 1851.
- Geschichte und System der Rechts- und Staatsphilosophie, 1860.